# Idaea perdulcis
Idaea perdulcis là một loài bướm đêm trong họ Geometridae.